# Kötény
A kötény a ruházat védelmére, díszítésére szolgáló ruhadarab. Viselése elsősorban a ruházat, illetve a test védelmét szolgálja. Készülhet a legkülönbözőbb anyagokból felhasználás helyének és céljának megfelelően vászonból, gumiból, bőrből, de a röntgensugárzás elleni védelem céljából akár ólomból is.

## Története
A bőrből készített, vagy sásból szőtt kötény már az ókori Egyiptomban megjelent. Ezt az állami szolgálatban álló írnokok hordták.
A középkorban a kötény a mindennapi viselet része. Európa minden régiójában a középosztályokhoz tartozó polgárasszonyok és a szegény jobbágynők egyaránt viseltek kötényt. A divat részévé és a felsőbb osztályok viseltében a 15. században jelenit meg a hímzett, és díszített kötény.
A magyar népviselet fontos eleme a kötény. És nem csak a nők viseletének, hanem a férfiak viseletének is. A magyar népviselet legdiszesebbek kötényei a matyó férfiak ünnepi viseletének nagyon dúsan hímzett fekete köténye.
A 19. században a leányiskolák elterjedésével egy időben a kötény az iskolai formaruha részévé válik elsősorban német területeken és az Orosz Birodalomban.

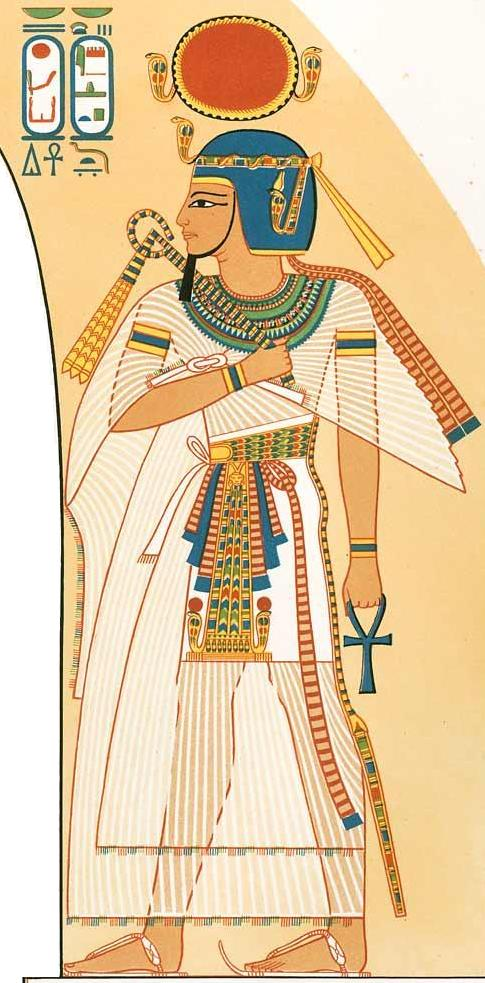
Óegyiptom
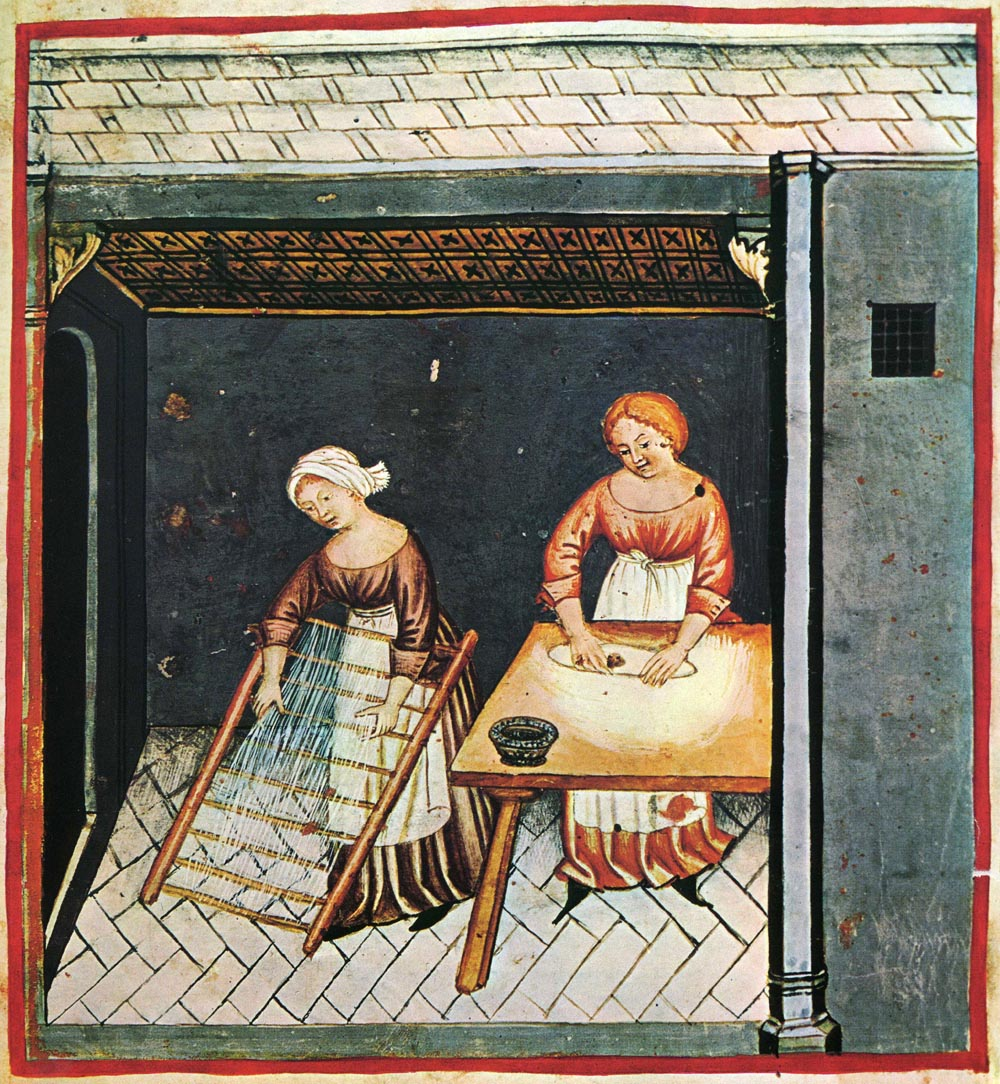
14. század
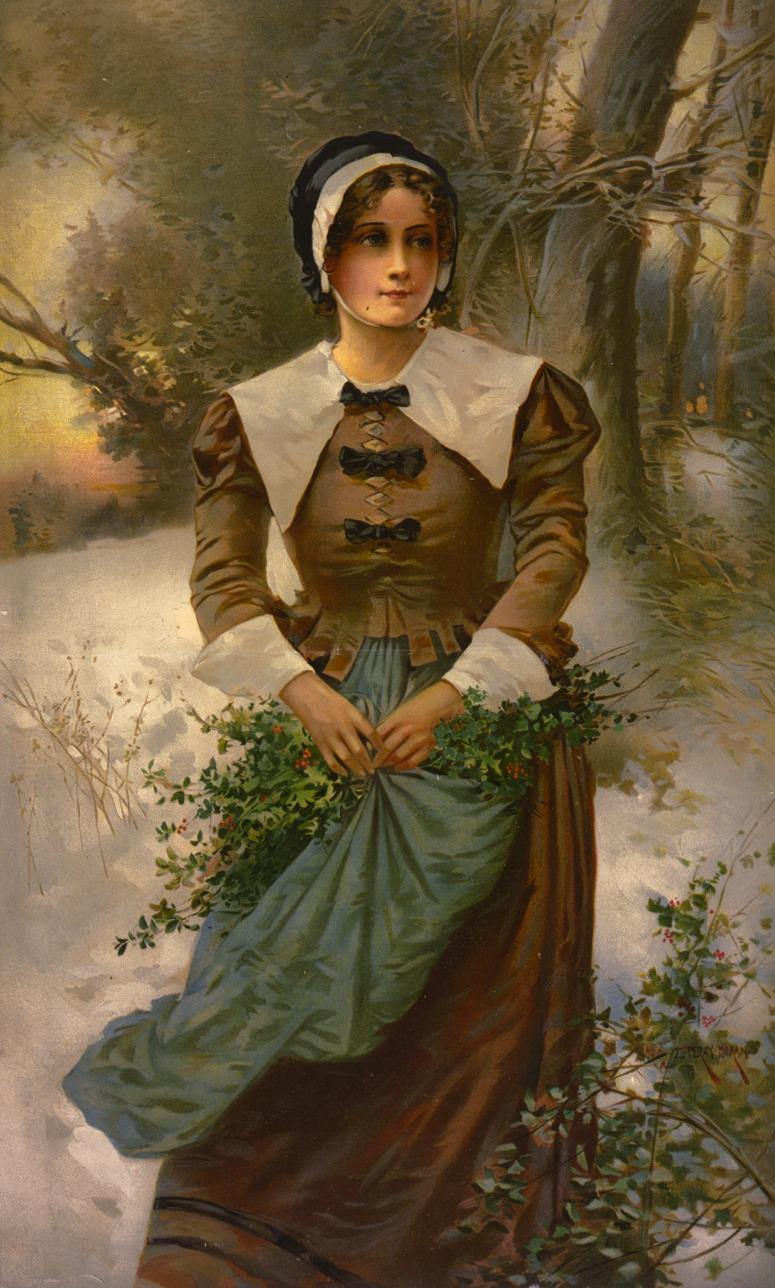
1620–1700
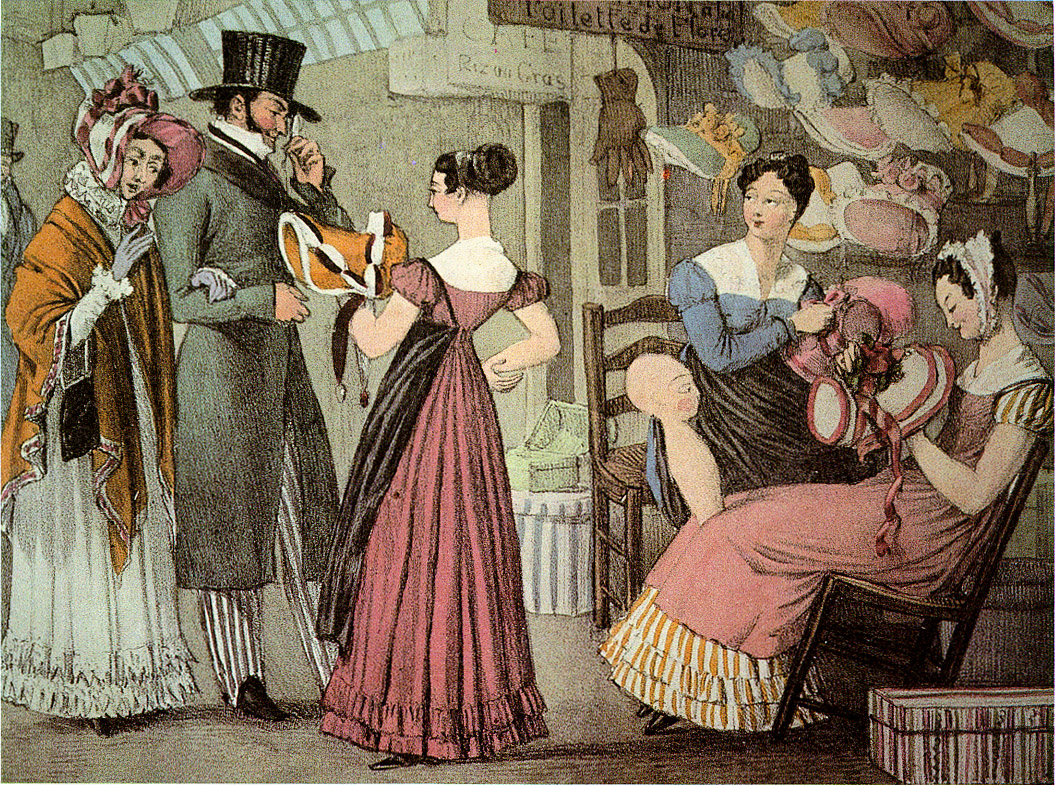
1822
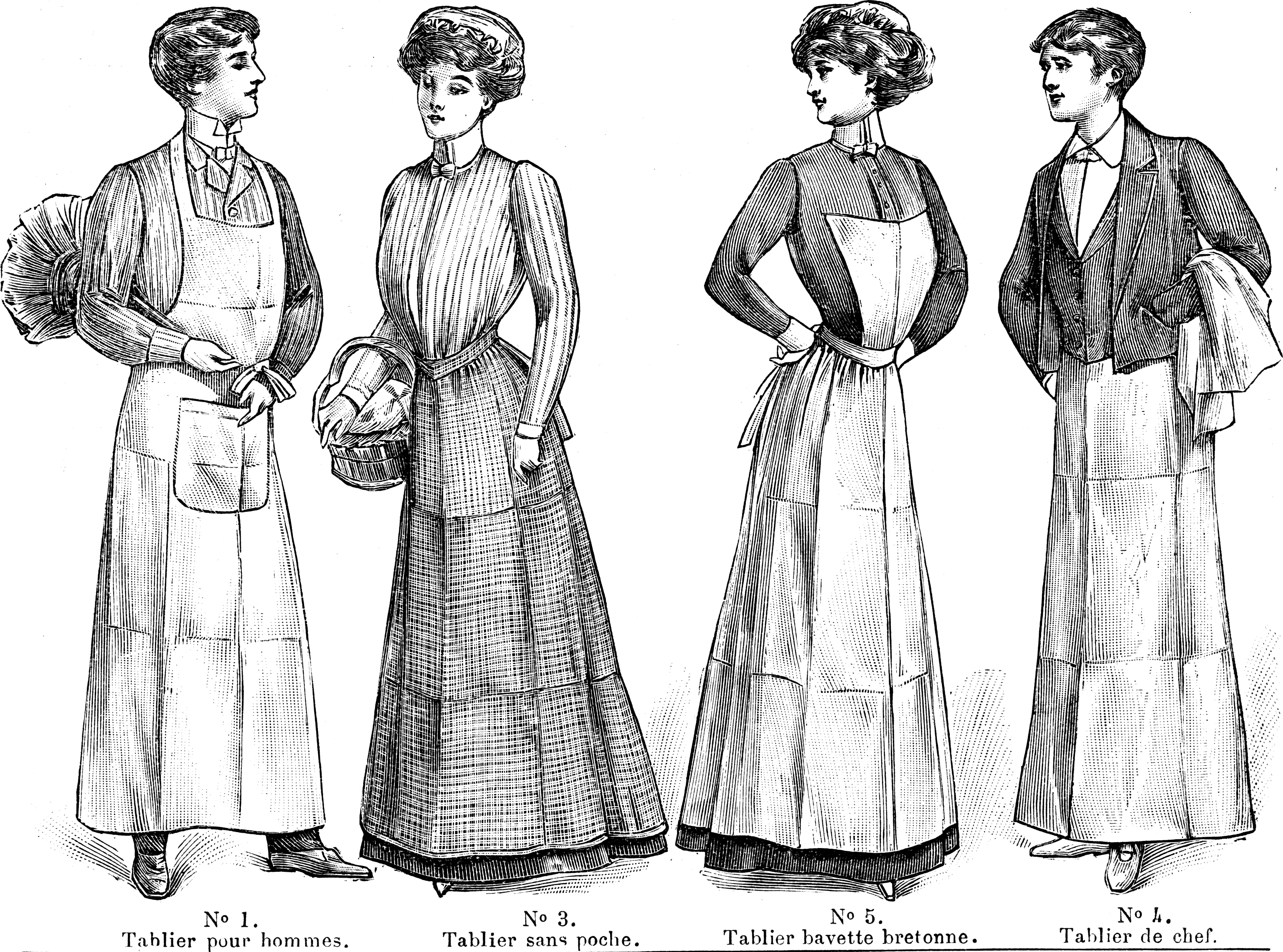
1909

## Szimbolikus szerepe
A kötény mint szimbólum a szabadkőműves páholyok rítusának része. Eredetileg a disztelen kőműveskötény kerül a szabadkőműves öltözetbe. Ez az idők folyamán egyre diszesebb lett, és mind a mai napig fontos alkotórésze a szabadkőművesek páholyon belüli viseletének.

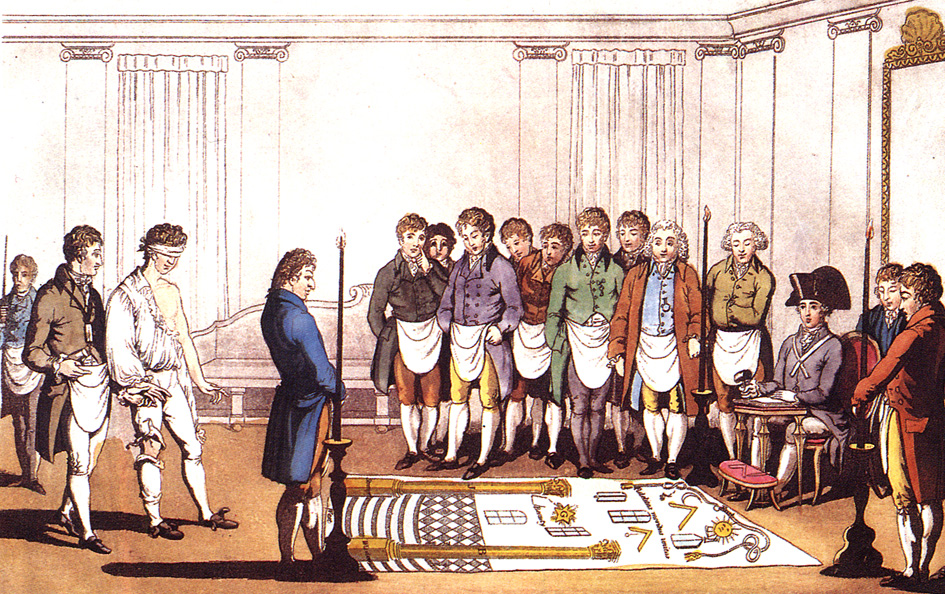
Szabadkőműves szertartás a 18. században
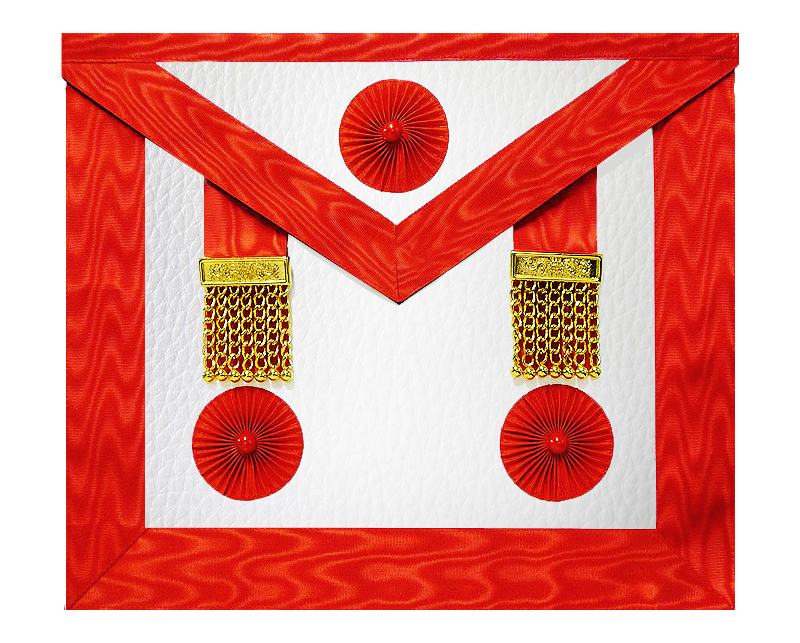
Skót ritusú szabadkőműves kötény.